# Galeotto II Malaspina
Galeotto Malaspina (Fosdinovo, prima del 1462 – Fosdinovo, 1523) figlio di Gabriele II Malaspina, fu l'ottavo marchese di Fosdinovo.

## Biografia
Galeotto Malaspina era figlio del marchese di Fosdinovo Gabriele II Malaspina (1467-1508).
Il marchese di Fosdinovo Galeotto II Malaspina (1508-1523) divise il suo marchesato con il fratello maggiore Lorenzo Malaspina (1508-1533), che gli successe.

### Discendenza
Sposò il 22 luglio 1476 Zaffira Pio di Savoia, figlia di Aurante Orsini (sorella di Clarice Orsini, moglie di Lorenzo il Magnfico) e di Gian Ludovico Pio di Savoia, per breve tempo consignore di Carpi, giustiziato dagli Este nel 1469. Con lei ebbe due figli:
- Francesco Malaspina (...- dopo il 1523), sposo di Caterina de' Medici da prima del 1514
- Ludovico Malaspina (...- dopo il 1523), sposo di Fiammetta Nasi e, successivamente, di Lisabetta del Giocondo